# Diocesi di Mindelo
La diocesi di Mindelo (in latino: Dioecesis Mindelensis) è una sede della Chiesa cattolica a Capo Verde immediatamente soggetta alla Santa Sede. Nel 2021 contava 156.500 battezzati su 195.653 abitanti. È retta dal vescovo Ildo Augusto Dos Santos Lopes Fortes.

## Territorio
La diocesi comprende le isole dell'arcipelago di Barlavento nella repubblica di Capo Verde.
Sede vescovile è la città di Mindelo, dove si trova la cattedrale di Nostra Signora della Luce.
Il territorio è suddiviso in 17 parrocchie.

## Storia
La diocesi è stata eretta il 9 dicembre 2003 con la bolla Spiritali fidelium di papa Giovanni Paolo II, ricavandone il territorio dalla diocesi di Santiago di Capo Verde.

## Cronotassi dei vescovi
Si omettono i periodi di sede vacante non superiori ai 2 anni o non storicamente accertati.
- Arlindo Gomes Furtado (14 novembre 2003 - 22 luglio 2009 nominato vescovo di Santiago di Capo Verde)
- Ildo Augusto Dos Santos Lopes Fortes, dal 25 gennaio 2011

## Statistiche
La diocesi nel 2021 su una popolazione di 195.653 persone contava 156.500 battezzati, corrispondenti all'80,0% del totale.
| anno | popolazione | popolazione | popolazione | presbiteri | presbiteri | presbiteri | presbiteri                | diaconi | religiosi | religiosi | parrocchie |
| anno | battezzati  | totale      | %           | numero     | secolari   | regolari   | battezzati per presbitero | diaconi | uomini    | donne     | parrocchie |
| ---- | ----------- | ----------- | ----------- | ---------- | ---------- | ---------- | ------------------------- | ------- | --------- | --------- | ---------- |
| 2003 | 140.114     | 147.489     | 95,0        | 20         | 5          | 15         | 7.005                     |         | 15        | 29        | 12         |
| 2004 | 140.114     | 147.489     | 95,0        | 20         | 5          | 15         | 7.005                     |         | 15        | 29        | 12         |
| 2007 | 143.000     | 150.300     | 95,1        | 21         | 4          | 17         | 6.809                     |         | 23        | 42        | 14         |
| 2012 | 157.800     | 175.000     | 90,2        | 22         | 7          | 15         | 7.172                     |         | 26        | 50        | 14         |
| 2013 | 160.500     | 178.000     | 90,2        | 23         | 6          | 17         | 6.978                     | 10      | 22        | 59        | 14         |
| 2016 | 153.627     | 175.660     | 87,5        | 24         | 9          | 15         | 6.401                     | 10      | 21        | 52        | 15         |
| 2019 | 156.650     | 190.354     | 82,3        | 25         | 13         | 12         | 6.266                     | 10      | 16        | 55        | 17         |
| 2021 | 156.500     | 195.653     | 80,0        | 25         | 13         | 12         | 6.260                     | 12      | 15        | 55        | 17         |